# Jules Hoffmann
Jules Alphonse Hoffmann (ur. 2 sierpnia 1941 w Echternach) – francuski immunolog, laureat Nagrody Nobla, członek Akademii Francuskiej.

## Życiorys
Urodził się w Luksemburgu, ale wyjechał na studia na Université de Strasbourg I we Francji i przyjął obywatelstwo tego kraju. Stopień doktora nauk biologicznych uzyskał w 1969 roku. W latach 1973–1974 odbywał staż podoktorski na Uniwersytecie w Marburgu. Od 1964 roku pracował w Centre national de la recherche scientifique, w 1974 roku objął stanowisko dyrektora ds. naukowych tej placówki. W latach 1978–2005 kierował jednostką zajmującą się badaniem odporności i rozwoju owadów. W latach 2007–2008 był prezesem Francuskiej Akademii Nauk. 
Prowadzone przez niego badania dotyczyły m.in. molekularnych i komórkowych mechanizmów odporności muszki owocowej, zaproponował mechanizm, wyjaśniający rolę receptorów toll-podobnych w zwalczaniu zakażeń.
W 2011 roku otrzymał Nagrodę Nobla w dziedzinie fizjologii lub medycyny za „odkrycia dotyczące aktywacji odporności wrodzonej”. Równocześnie nagrodę otrzymali Bruce Beutler i Ralph Steinman.
W marcu 2012 został wybrany członkiem Akademii Francuskiej, a 3 czerwca 2023 został mianowany członkiem Papieskiej Akademii Nauk.

## Odznaczenia
- Złota i Srebrna Gwiazda Orderu Wschodzącego Słońca (Japonia, 2020)[5]